# Margje Blitterswijk
Merrigje (Margje) Blitterswijk (Culemborg,  18 mei 1918 - Bunnik 31 mei 2013) was een Nederlands beeldend kunstenaar die bekendheid verwierf als textielkunstenaar en galeriehouder. Daarnaast was zij actief als wever en aquarellist.

## Biografie
Blitterswijk is opgeleid aan de Tekenacademie te Den Haag (1946-1949).
Zij was werkzaam in Den Haag en als galeriehouder van Galerie Het Kapelhuis in Amersfoort.
De galerie voor toegepaste kunst ontving in 1985 een onderscheiding van de Stichting Françoise van den Bosch voor de bevordering van de belangstelling voor het hedendaagse sieraad.
In de galerie werden exposities gemaakt met werk van sieraadontwerpers en edelsmeden als Gijs Bakker, Nicolaas van Beek, Françoise van den Bosch, Jo Citroen, Archibald Dumbar, Joke Gallmann, Marion Herbst, Emmy van Leersum, Riet Neerincx, Anneke Schat, Robert Smit en Chris Steenbergen. De galerie heeft zodoende bijgedragen aan de ontwikkeling en de erkenning van het vak sieraadontwerper.
Blitterswijk ontwierp onder meer gordijn- en meubelstoffen. Van 1950 tot 2010 heeft zij samengeleefd met Hyke Koopmans.